# Pijlstaartrupsvogel
De pijlstaartrupsvogel (Malindangia mcgregori synoniem: Coracina mcgregori) is een zangvogel uit de familie Campephagidae (rupsvogels) die alleen voorkomt in de Filipijnen.

## Algemeen
De pijlstaartrupsvogel is de kleinste rupsvogel in de Filipijnen. De mannetjes zijn nauwelijks te onderscheiden van de vrouwtjes. Het voorhoofd, de plekken achter de oren, het gezicht, de keel en de bovenzijde van de borst zijn blauwachtig zwart. Het vrouwtje heeft echter een wat valer gekleurde kop die meer grijs lijkt. De kruin, rug, stuit en de middelste staartpennen zijn grijs. Op de stuit zijn de veren lichter van kleur dan elders. De onderzijde van de borst is grijs overlopend in een wit gekleurde buik en onderzijde van de staart. De achterrand (armpennen) van de vleugel is zwart, de schouder is grijs en daartussen zit een brede witte band (witte vleugeldekveren). De snavel is zwart, de ogen zijn donkerbruin en de poten zwartachtig grijs. Een juveniel exemplaar heeft grijs met zwart gekleurde bovendelen en borst. De onderzijde van de snavel is bovendien grijs in plaats van zwart.
Deze soort wordt inclusief staart 21 centimeter en heeft een vleugellengte van 10 centimeter.

## Voortplanting
Over de voortplanting van deze soort in het wild is weinig bekend. Er zijn pijlstaartrupsvogels met vergrote gonaden waargenomen in de maanden april tot en met juni. Ook is een pas uitgekomen jong gezien in maart. Over het nest en de eieren is niets bekend.

## Verspreiding en leefgebied
De pijlstaartrupsvogel komt alleen voor op het zuidelijke Filipijnse eiland Mindanao. Ze leven daar in groepjes in de boomtoppen van bossen en bosranden op een hoogte van 1000 tot 1900 meter boven de zeespiegel. Pijlstaartrupsvogel zijn waargenomen op acht verschillende locaties: Mount Mayo, Daggayan, Claveria (Misamis Oriental), Mount Kitanglad, Lake Sebu, Mount Busa, Mount Malindang en Mount Lamut.

## Status
Het leefgebied van de populatie in het Kitangladgebergte wordt bedreigd door houtkap. Overigens is het leefgebied van de pijlstaartrupsvogel betrekkelijk veilig omdat houtexploitatie boven de 1300 m boven de zeespiegel meestal niet plaatsvindt. Omdat het verspreidingsgebied van de vogel toch zeer beperkt is, staat hij als gevoelig op de Rode Lijst van de IUCN.